# 直川礼緒
直川 礼緒（ただがわ　れお）は、日本の音楽家・民族音楽・民族楽器研究家。

## 来歴
- 1960年石川県金沢市生まれ。早稲田大学第二文学部演劇科卒業。
- 学生時代は早稲田大学モダンジャズ研究会に所属し、ピアノを弾いていた。1980年代のはじめ、タンザニアのゴゴ族の大型親指ピアノイリンバの研究のため単身アフリカへ旅し、タンザニアでイリンバなどの伝統奏法、製作、調律法などを修得。卒業論文にまとめ、小島美子に高い評価を受け、東洋音楽学会に推薦を受ける。
- インドネシアのバリ島ではガムラン音楽を学び、スカル・ジュプンのメンバーとしてバリおよび日本で演奏。80年代後半はイリンバ奏者としての活動が目立つが、青山子どもの城でのワークショップ指導などを経て1990年、日本口琴協会を設立。不定期刊の機関紙『口琴ジャーナル』を創刊。
- 1980年代後半～1990年代後半に六本木ストライプハウス美術館で毎年開催された「サウンド・ガーデン」（吉村弘プロデュース）に参画。
- 1995年の国民文化祭 栃木では「世界楽器フェスティバル」のプロデュースやイリンバのコンサート等に活躍。水戸芸術館現代美術センターで開催されたワークショップ「奇奇怪快楽器団」にも講師の一人として参画。
- 1999年～2006年 宮城教育大学非常勤講師。
- 2001年 ニュージーランド ヴィクトリア大学ウェリントン校客員講師。
- 2002年～2006年 インターナショナルジューズハープソサイエティ（国際口琴協会）書記。
- 2003年 中央アジアのロシア連邦トゥヴァ共和国で開催された「国際ホーメイ（喉歌）フェスティヴァル」口琴部門優勝。2003年～和光大学オープンカレッジ講師。
- 2005年 サハ共和国市民名誉勲章受章。サハ共和国文化功労者。
- 世界各地で開催された口琴フェスティヴァルや民族音楽のシンポジウム等に参加。演奏・研究活動のほか、日本口琴協会の代表として世界各地の口琴奏者の招聘公演の企画・制作を多数手がけている。都民カレッジ、朝日カルチャーセンター、東京音楽大学民族音楽研究所公開講座などで口琴・倍音音楽講座を担当。大林宣彦監督の映画『あした』では口琴演奏・指導を手がけ、「タモリ倶楽部」等のテレビ番組にも出演。
- 少数民族アイヌの伝統楽器であると同時に平安時代の関東でも使われ、江戸時代（文政年間）に大流行し、ご禁制になった歴史を持つものの、現代では非常にマイナーな楽器「口琴」や、喉歌ホーメイ、ホーミーなどの研究・普及に資した功績は多大なものがある。
- 2009年3月には第1回国際口琴フェスティヴァルを東京音楽大学で開催する。

## 著書
- 『口琴のひびく世界』（日本口琴協会、2005年）
- 『日本の音の文化』（第一書房、1994年。共著）
- 『神々の島バリ　バリ＝ヒンドウーの儀礼と芸能』（春秋社、1994年。共著）
- 『世界の民族音楽ディスクガイド』（音楽之友社、2002年。共著）
- 『日本民俗音楽研究所紀要　第1号　日本とアジアの口琴』（日本民俗音楽研究所　2020年）

ほか。参加CDも多数。